# Richard Keynes

Richard Darwin Keynes

Richard Darwin Keynes (n. 14 august 1919 - d. 12 iunie 2010) a fost un fiziolog englez.
A fost unul din strănepoții lui Charles Darwin și a editat relatările și ilustrațiile referitoare la călătoria pe Beagle a marelui naturalist.
A adus contribuții în domeniul neurologiei și anume în studiul transmiterii impulsurilor nervoase de-a lungul neuronilor.
A descoperit o metodă de cercetare fiind primul care a utilizat, ca element de marcaj, atomi radioactivi de sodiu și potasiu. 
În 1959 devenit membru al Royal Society, iar în 1984 i s-a atribuit gradul de Comandor al Ordinului Imperiului Britanic.